# Ronnie Lane
 (juin 2020).
Si vous disposez d'ouvrages ou d'articles de référence ou si vous connaissez des sites web de qualité traitant du thème abordé ici, merci de compléter l'article en donnant les références utiles à sa vérifiabilité et en les liant à la section « Notes et références ».
Pour les articles homonymes, voir Lane.
Ronald Lane (dit « Ronnie ») est un chanteur et bassiste britannique, né à Londres le 1er avril 1946 et mort le 4 juin 1997 à Trinidad. Ancien bassiste de The Small Faces et plus tard avec The Faces, Ronnie Lane a quitté ces deux groupes lorsqu'il a considéré que leur « esprit était mort », ce qui lui vaut la réputation d'être un artiste sans compromis.
Dans les années 1970, il sort sept albums solo, soit quatre enregistrés en studio, trois live, ainsi qu'un en collaboration avec Pete Townshend, Rough Mix.

## Biographie
Ronnie Lane, passionné de guitare, rencontre à 15 ans Kenny Jones, avec qui il forme un petit groupe "The Outcasts".
C'est à cette époque qu'il décide de changer d'instrument, passant de la guitare à la basse.

### La période avec The Small Faces
Auteur-compositeur-interprète, Ronnie Lane fonde avec Steve Marriott le groupe britannique mods The Small Faces au milieu des années 1960, atteignant le sommet des charts britanniques avec des compositions intelligentes telles que All or Nothing (no 1 en 1966), My Mind's Eye (no 4), Itchycoo Park (no 3 en 1967) ou encore Lazy Sunday (no 2 en 1968).

### La période avecThe Faces
Après le départ de Marriott, Lane abandonne le côté mods et, avec Ron Wood et Rod Stewart, anciens du Jeff Beck Group, reforme le groupe sous le nom de The Faces. Avec ce groupe de « soûlards » pratiquant un rock puissant, il connait un grand succès aux États-Unis, ce qu'il n'avait pas atteint avec les Small Faces.
Bien que Lane soit le véritable leader au sein du groupe, les faveurs du public vont vers le charismatique chanteur Rod Stewart. Quand la carrière solo de Stewart a, selon Lane, commencé à affecter la qualité des albums des Faces, ce dernier quitte la formation pour former son propre groupe en 1973.

### La période avec Slim Chance
En 1973, Ronnie Lane & Slim Chance sortent l'album Anymore For Anymore, mélange de rock britannique, de folk et de musique country, dont les titres How Come et The Poacher rencontrent le succès.
En 1974, Ronnie Lane et son groupe Slim Chance organisent une ambitieuse tournée intitulée The Passing Show qui comprend un cirque ambulant avec des jongleurs, des clowns et des animaux. Viv Stanshall, du Bonzo Dog Doo-Dah Band, tient le rôle de monsieur Loyal.
Bien que la tournée marque l'histoire du rock par son originalité, elle est un échec financier dont Lane ne parvint pas à se remettre. Il doit alors louer son matériel d'enregistrement à divers groupes dont Led Zeppelin, qui l'utilise pour enregistrer son double album Physical Graffiti.
Cet échec pousse Ronnie Lane à modifier la composition du groupe. À Benny Gallagher et Graham Lyle succédent :
- Brian Belshaw à la basse, un ex-Blossom Toes,
- Steve Simpson à la guitare et la mandoline,
- Ruan O'Lochlainn au clavier et saxophone,
- Charlie Hart au clavier et à l'accordéon,
- Glen De Fleur,
- Jim Frank
- et Colin Davey à la batterie.

Avec Slim Chance, Lane sort au milieu des années 1970 trois albums, soit le premier déjà mentionné,  Ronnie Lane's Slim Chance en 1975 et One for the Road en 1976.
Pourtant, en 1977, Lane décide de dissoudre le groupe Slim Chance.
Par la suite Ronnie Lane produit un album avec Ron Wood, Mahoney's Last Stand en 1976, sur lequel il retrouve les membres des Small Faces Kenney Jones et Ian McLagan, ainsi que Pete Townshend. Il y a aussi les musiciens suivants, Rick Grech, Micky Waller, le pianiste Ian Stewart des Rolling Stones, Bobby Keys au saxophone et Jim Price à la trompette.

### La période solo
En 1976, soit peu avant la fin de Slim Chance, Lane rerouve Ron Wood pour la bande originale du film Mahoney's Last Stand. Mais c'est l'année suivante qu'il réalise en collaboration avec son ami de longue date Pete Townshend l'album Rough Mix, qui a connu un succès critique. L'opus comprend des chansons telles que les titres acoustiques Annie et April Fool. Bien que séparés, de nombreux ex-membres de Slim Chance, dont Gallagher, Lyle et Hart, participent à l'enregistrement.
Une sclérose en plaques diagnostiquée à la fin des années 1970 diminue grandement sa capacité d'écriture. Il sort tout de même l'album solo See Me en 1980 et en 1983, ses amis Pete Townshend et les anciens "Yardbirds" Eric Clapton, Jimmy Page et Jeff Beck s'associent à lui pour organiser un concert et une tournée en faveur de l'association ARMS (Action for Research into Multiple Sclerosis), contre la sclérose.
Dans les années 1980, Lane s'installe à Austin, enregistrant des chansons et faisant quelques concerts aux alentours avec un groupe local nommé The Tremors. En 1990, il fait au Japon sa dernière grande tournée, et déménage plus tard dans le Colorado où le climat est plus adapté au traitement de sa maladie.
Considéré comme un musicien et auteur talentueux, la maladie qui a empêché Ronnie Lane de composer plus de titres, le tue en juin 1997, à l'âge de 51 ans.
Un disque compilant des titres inédits et de nombreuses raretés est paru en 1999.

## Discographie

### Small Faces
Albums studio
- Small Faces (1966)
- Small Faces (1967)
- Ogdens' Nut Gone Flake (1968)

### Faces
Albums studio
- First Step (1970)
- Long Player (1971)
- A Nod Is As Good As a Wink... to a Blind Horse (1971)
- Ooh La La (1973)

### Solo
Albums studio
- Anymore for Anymore (1974) UK No. 48
- Ronnie Lane's Slim Chance (1975)
- One for the Road (1976)
- See Me (1979)

#### Albums live
- You Never Can Tell (The BBC Sessions) (1997)
- Live in Austin (2000)
- Rocket 69 (Live on German TV) (2001)
- Ronnie Lane Memorial Concert (Remastered Edition) (2021)

#### Compilations
- Kuschty Rye (The Singles 1973–1980) (1997)
- Tin and Tambourine (compilation) (1999)
- April Fool (album) (1999)
- How Come (2001)
- Ain't No One Like (2003)
- Just for a Moment (2006)
- Ooh La La: An Island Harvest (2014)
- Just For A Moment: Music 1973-1997 (6CD box set) (2019)

### Collaborations
- Happy Birthday (Avec Pete Townshend) (1970)
- I Am (Avec Pete Townshend) (1972)
- Mahoney's Last Stand (Avec Ron Wood) (September 1976) Atlantic
- With Love (Avec Pete Townshend) (1976)
- Rough Mix (with Pete Townshend) (1977) US No. 45 UK#44
- The Legendary Majik Mijits (Avec Steve Marriott) (1980)
- Victory Gardens (en) (1991) (Avec John & Mary (en))

### Participation
- Never a Dull Moment de Rod Stewart - Ronnie basse sur deux chansons (1972)